# Марджан Аветісян
Марджан Аветісян (9 липня 1982) — вірменська акторка. Закінчила Єреванський державний інститут театру і кіно.

## Фільмографія
- «Династія» (2010)
- «Повний дім» (2014)
- «Непрощенний» (2018, Світлана Калоєва)